# Kristina Berger
Kristina Berger (ur. 20 czerwca 1988) – niemiecka łuczniczka, mistrzyni świata, dwukrotna mistrzyni Europy. 
Startuje w konkurencji łuków bloczkowych. Złota medalistka mistrzostw Europy w 2012 roku w konkurencji indywidualnej i drużynowej.